# یلن دو
یلن دو (به صربی: Jelen Do) یک منطقهٔ مسکونی در صربستان است که در Požega واقع شده‌است. یلن دو ۱۶۷ نفر جمعیت دارد.